# Smogolice
Smogolice (deutsch Bruchhausen) ist ein Dorf der Gemeinde Stargard (Stargard in Pommern) in der pommerschen Woiwodschaft Westpommern.

## Geographische Lage
Smogolice liegt in Hinterpommern an der Ihna, etwa zehn Kilometer nordwestlich der Stadt Stargard und 25 Kilometer östlich der Stadt Stettin (Szczecin).

## Geschichte

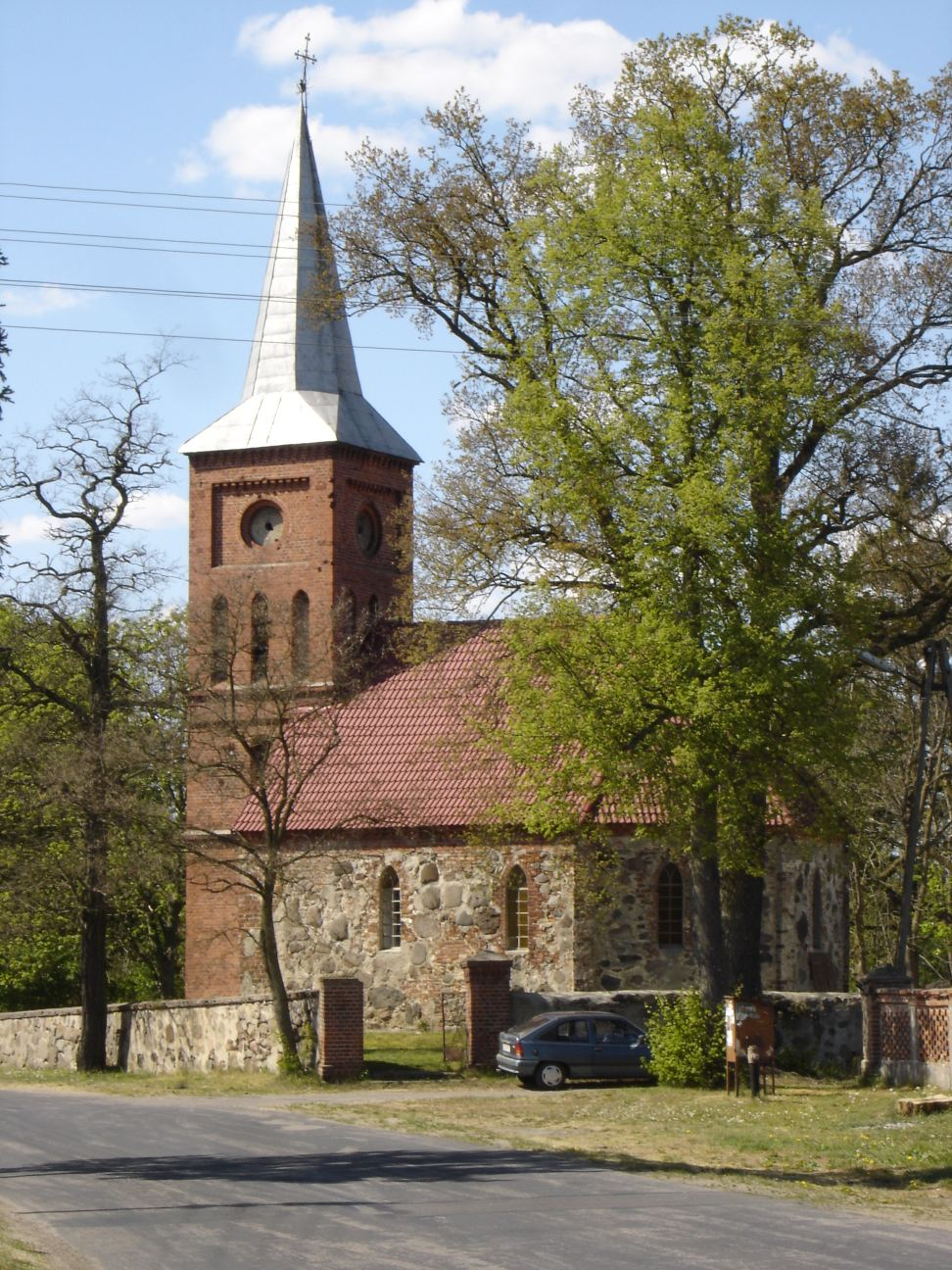
Dorfkirche

Das Kirchdorf war eine Eigentumsortschaft der Stadt Stargard in Pommern. 
Auf dem Friedhof von Bruchhausen ließ im Jahr 1576 der Stargarder Bürgermeister Joachim Appelmann († 1579) seinen missratenen Sohn, der von ihm Geld hatte erpressen wollen, von einem Scharfrichter hinrichten. Ein Teil der Feldmark von Bruchhausen, das Sackbruch, gehörte früher zu den fürstlichen Ländereien und wurde Bruchhausen im Jahr 1583 überschrieben. Den Bruchhausenern hatten früher Jagdrechte in den westlich gelegenen Waldungen zugestanden. Als Herzog Johann Friedrich dieses Waldgebiet für sein eigenes Jagdrevier beanspruchte, verlieh er den Bruchhausenern das Sackbruch mittels einer Urkunde vom 27. Mai 1583.
Um 1780 gab es in  Bruchhausen ein Vorwerk, einen Lehenschulzen,  sechs Bauern, zwei Kossäten, einen Förster, der zugleich den Gasthof betrieb, einen Schulmeister, einen Büdner, vier Speicher,  ein Hirtenhaus mit zwei Feuerstellen, eine Drescherhaus mit zwei Feuerstellen und  insgesamt 21 Feuerstellen.  Ende 1835 war in Bruchhausen die Gemeinheitsteilung  abgeschlossen. Im Jahr 1864 hatte Bruchhausen ein Schulhaus, ein Forsthaus, eine Armenhaus, 23 private Wohnhäuser, ein Fabrikgebäude und 35 Scheunen, Ställe und Schuppen. Am 1. Januar 1965 hatte Bruchhausen 163 Einwohner, von denen neun im städtischen Forsthaus wohnten.
Um 1925 hatte die Gemarkung der Gemeinde Bruchhausen eine Flächengröße von 8,4 km², und auf dem Gemeindegebiet standen 29 Wohnhäuser. Auf dem Gemeindegebiet gab es zwei Wohnorte:
1. Bruchhausen
2. Forsthaus Bruchhausen

Im Jahr 1925 wurden in Bruchhausen 193 Einwohner gezählt, die auf 41 Haushaltungen verteilt waren.
Bis 1945 gehörte Bruchhausen zum Landkreis Saatzig der Provinz Pommern.
Gegen Ende des Zweiten Weltkriegs wurde Bruchhausen Anfang März 1945 von der Sowjetarmee besetzt. Nach Kriegsende wurde die Ortschaft unter polnische Verwaltung gestellt. Bruchhausen wurde in Smogolice umbenannt.

### Religion
Die bis 1945 in Bruchhausen anwesende Bevölkerung gehörte mit großer Mehrheit der evangelischen Konfession an. Im Jahr 1925 gab  es in Bruchhausen einen katholischen Einwohner.